# إلياس أندرسون
الياس أندرسون (بالسويدية: Elias Andersson)‏ (31 يناير 1996 هسلهولم السويد - ) هو لاعب كرة قدم سويدي يلعب كلاعب وسط.

## روابط خارجية
- إلياس أندرسون على موقع اتحاد السويد (السويدية)
- إلياس أندرسون على موقع قاعدة بيانات كرة القدم.إي يو (الإنجليزية)
- إلياس أندرسون على موقع ناشيونال فوتبول تيمز (الإنجليزية)
- إلياس أندرسون على موقع Soccerway.com (الإنجليزية)